# Alessia La Monica
Alessia La Monica (Roma, 25 febbraio 1979) è una doppiatrice e dialoghista italiana, figlia del doppiatore Gino La Monica. Nel 2021 è stata premiata al Festival del doppiaggio Voci nell'Ombra, insieme a Roberto Gammino, per l'adattamento della serie Lupin.

## Doppiaggio

### Cinema
- Kyla Pratt in Il mio grasso grosso amico Albert
- Anna Friel in Timeline
- Billy Campbell in Love Actually - L'amore davvero
- Paula Schramm in French for Beginners - Lezioni d'amore
- Kirsten Dunst in Il grande orso
- Melissa Reneé Martin in Potere assoluto
- Joséphine Serre in Jane Eyre
- Jennifer Lyons in L'inseguimento
- Julius Charles Ritter in Il sogno di Calvin
- Christine Chatelain in Notte di sangue

### Film d'animazione
- Gattognan ne Il gatto con gli stivali (ridoppiaggio)
- Nokama in Bionicle 2 - Le leggende di Metru Nui

### Televisione
- Emily Hampshire ne Il mio non fidanzato per Natale
- Natalie Vansier in Un lupo mannaro americano a scuola
- Lilly-Fleur Pointeaux in Seconde chance

### Serie animate
- Pete in Four Eyes!
- Chowder in Chowder - Scuola di cucina
- Diaspro, Lusiz, e Amentia in Winx Club
- Cody in Digimon Adventure 02
- Motoko Aoyama in Love Hina